# Браславская волость
Бра́славская волость (латыш. Braslavas pagasts) — одна из девятнадцати территориальных единиц Лимбажского края Латвии. Граничит с Алойской и Бривземниекской волостями своего края, с Матишской, Вецатской и Сканькалнской волостями Валмиерского края.
Через Браславскую волость проходит региональная автодорога P15 (Айнажи — Матиши), которая соединяет сёла Урга и Вилзени.

## История
В 1935 году площадь Браславской волости составляла 36.2 км², при населении 661 житель. В 1945 году в Браславской волости Валмиерского уезда был создан Браславский сельский совет. В 1947 году он был ликвидирован. После отмены в 1949 году волостного деления вновь восстановлен и входил поочерёдно в состав Алойского (1949—1956), Лимбажского (1956—1962, 1967—2009) и Валмиерского (1962—1967) районов.
В 1954 году к Браславскому сельсовету была присоединена территория ликвидированного Вилзенского сельсовета. В 1977 году часть Браславского сельсовета была включена в состав Алойской сельской территории. В свою очередь к Браславскому сельсовету была в том же году добавлена часть территории Сканькалнского сельсовета.
В 1990 году Браславский сельсовет был реорганизован в волость. В 2009 году, по окончании латвийской административно-территориальной реформы, Браславская волость вошла в состав Алойского края.
В 2021 году в результате новой административно-территориальной реформы Алойский край был упразднён, Браславская волость была включена в Лимбажский край.

## Национальный состав[5]
| Национальность | Доля  |
| -------------- | ----- |
| Латыши         | 86,2% |
| Русские        | 6,6%  |
| Белоруссы      | 2,4%  |
| прочие         | 4,8%  |

## Населённые пункты
- Вилзени (волостной центр)
- Браслава
- Вилзенмуйжа
- Кламани
- Урга

## Гидрография

### Реки
- Иге
- Струнькупите
- Бауньупите

### Озёра
- Кирима
- Ургас дзирнавэзерс

## Известные люди
- Даце Эверса (род. 1954) — латвийская актриса.
- Янис Менцис[латыш.] (1914 — 2011) — латвийский математик.
- Эрнестс Бланкс (1894 – 1972) — латвийский публицист, писатель и историк.